# Mali Mlun
Mali Mlun – wieś w Chorwacji, w żupanii istryjskiej, w mieście Buzet. W 2011 roku liczyła 64 mieszkańców.